# 鳴弦の巫女
『鳴弦の巫女 あるいは神内雪奈さんの秘密』（めいげんのみこ あるいはじんないゆきなさんのひみつ）は、藤原征矢による日本のライトノベル。イラストは森沢晴行が担当。ホビージャパン・HJ文庫刊。

## ストーリー
茨城県桜市の神道系私立高校・鳴弦学園の1年生である鈴木真は両親の長期海外出張により妹・麻流美と2人で暮らしている。
新年度が始まってしばらくしたある日。真は普段、生徒の立ち入りが禁止されている旧講堂に同級生で学園一の美少女と評判の神内雪奈が黒服の男たちに囲まれて入って行くのを目撃する。真と連れ立っていた級友の中田と塚原、そして麻流美の4人はいけないことと頭では理解しつつも好奇心を抑えられず、壊れた窓から旧講堂に侵入し地下へ続く隠し通路を発見する。
地下には祭壇が築かれており、理事長や神職である雪奈の父が荘厳な面持ちで儀式を執り行っていた。真たちは息を呑んで儀式を見守っていたが、不注意で物音を立てて発見されてしまう。その次の瞬間、小蝶と名乗る女の悪霊が出現し麻流美に襲いかかるが雪奈の放った破魔矢で麻流美は解放され、小蝶は何処かへ去って行った。
翌日、真と麻流美は理事長室に呼び出され昨日の儀式がかつて常陸国に現れ、土蜘蛛を従えて災厄をもたらした怨霊・小蝶を沈めるため京の都から遣わされた巫女・灯明寺澪の魂を雪奈に憑依させるために執り行われていたことを聞かされる。しかし、不測の事態により澪は雪奈でなく麻流美に憑依してしまったのだと言う。雪奈の父は真を責めるでもなく、厳しい修行を重ねて来た雪奈にこれからは年頃の女の子として青春を謳歌させてやって欲しいと願う。こうして、真は高嶺の花だとばかり思っていた雪奈と付き合うことになり、幽霊部員として所属していた生物部に雪奈を誘って充実した学園生活の日々を過ごすが、その間にも蘇った小蝶は虫たちを従え虎視眈々と地上に災厄をもたらす機会を伺っていた。

## 登場人物
鈴木 真（すずき まこと）
15歳・鳴弦学園高等部1年生。渾名（あだな）は「ポン」。両親はアメリカへ長期出張しており、妹の麻流美と2人で暮らしている。部員が少なく廃部寸前の生物部に幽霊部員として所属。
鈴木 麻流美（すずき まるみ）
13歳・鳴弦学園中等部2年生。真の妹で、渾名は「まる」。明るく、素直な性格だが伝説の巫女・灯明寺澪に取り憑かれて性格が豹変する。
神内 雪奈（じんない ゆきな）
鳴弦学園高等部1年生。麓に学園が建っている蟲祀山（むしまつりやま）の中腹にある蟲祀神社の一人娘だが、実父は雪奈が5歳の時に蟲祀神社の宮司に雪奈を預けたまま消息を絶っている。以後、雪奈は外界との接触を断ち伝説の巫女・灯明寺澪の魂を自らの体に降臨させるべく厳しい修行を重ねて来たが恒例の儀式が不測の事態により失敗し、澪が麻流美に憑依したことで目的を失ってしまう。そのため、養父の取り計らいで真たちと友達になり、生物部に入部。戸惑いながらも学園での生活に順応して行くがある日、修行の日々に対する断ち難い未練から真を蟲祀山の修行場へ案内する。
鈴木 未散（すずき みちる）
鳴弦学園高等部1年生。渾名は「チイ」で、中等部の時に同じクラスの真が同姓であったことから真の渾名が「ポン」になった経緯があり、麻流美からは姉のようらに慕われている。バドミントン部に所属しており、雪奈のように霊力は持たないながらも小蝶率いる虫の大群が街を襲った際はラケットを武器に奮戦する。
中田（なかた）
真の級友。旧講堂に向かう雪奈を見かけ、好奇心から真たちを誘い連れ立って旧講堂へ侵入する。
塚原（つかはら）
真の級友。中田と2人1組で行動することが多く、真に誘われて入部した雪奈を目当てに生物部へ入部する。
細川 由実（ほそかわ ゆみ）
高等部2年生。メダカの飼育が趣味で、雪奈の入部まで廃部寸前状態であった生物部を切り盛りしていた。
山本 治（やまもと おさむ）
高等部2年生・生物部長。威張った所の無い良き先輩であったが、小蝶に操られた蜂の大群に襲われ瀕死の重傷を負う。
大河内 詫之介（おおこうち わびのすけ）
鳴弦学園理事長。旧講堂の地下で行われていた憑依の儀式を取り仕切っていた。神道界では広く名を知られた人物らしいが、真たちにとっては年甲斐も無くラジコンやサバイバルゲームに興じる口やかましい老人と言う印象しか無い。
灯明寺 澪（とうみょうじ れい）
1000年前、常陸国に開いた黄泉の扉を封印し人々を災厄から救ったと伝えられる伝説の巫女。黄泉の扉が再び開いた時に備え蟲祀神社の巫女は澪の依代となるべく厳しい修行を重ねることとされており、雪奈も長年の修行を経て降霊の儀式に臨んでいたが不測の事態により麻流美の体へ憑依。
気位が高く、また現代社会に関する知識を持ち合わせていないため日常生活では真や雪奈を振り回してばかりいる。
小蝶（こちょう）
1000年前、黄泉の扉を開き地上を災厄に陥れた女の怨霊。一度は澪により封印されたが、降霊の儀式に乗じて蟲祀神社の巫女、すなわち雪奈に憑依して復活することを目論んでいた。虫を操り、凶暴化させる能力を持つ。

## 書誌情報
- 2008年8月1日初版 ISBN 978-4-89425-746-7